# Traverse
La región de Grand Traverse se ubica en el norte del estado de Míchigan, en los Estados Unidos. La ciudad más importante de la región es Traverse City.

## Geografía
Tiene múltiples lagos y ríos; colinda con el lago Míchigan y la bahía oeste de Traverse y la este divididas por una larga península poco habitada. Vista desde el aire se aprecia la inmensa cantidad de cuerpos lacustres; la abundancia acuática da lugar grandes y espesos bosques y una nutrida fauna.

### Clima
El clima de la región es muy húmedo en verano, en los días más calurosos la temperatura alcanza hasta los 30°C con una humedad sofocante; pero en invierno la temperatura ronda los -15 °C con nevadas regulares.

## Curiosidades
- Traverse City se considera la Capital Mundial de la cereza dadas sus buenas cosechas del fruto, aunque también se cultiva la vid en la península.
- Es una región bastante turística con una buena infraestructura, muchos cansados del ajetreo de Detroit van a vacacionar a Traverse.
- La zona limítrofe al lago es famosa por sus viejos faros, de los cuales se preservan muchos como hermosas obras de arte arquitectónico.

- Datos: Q6152028